# پازل

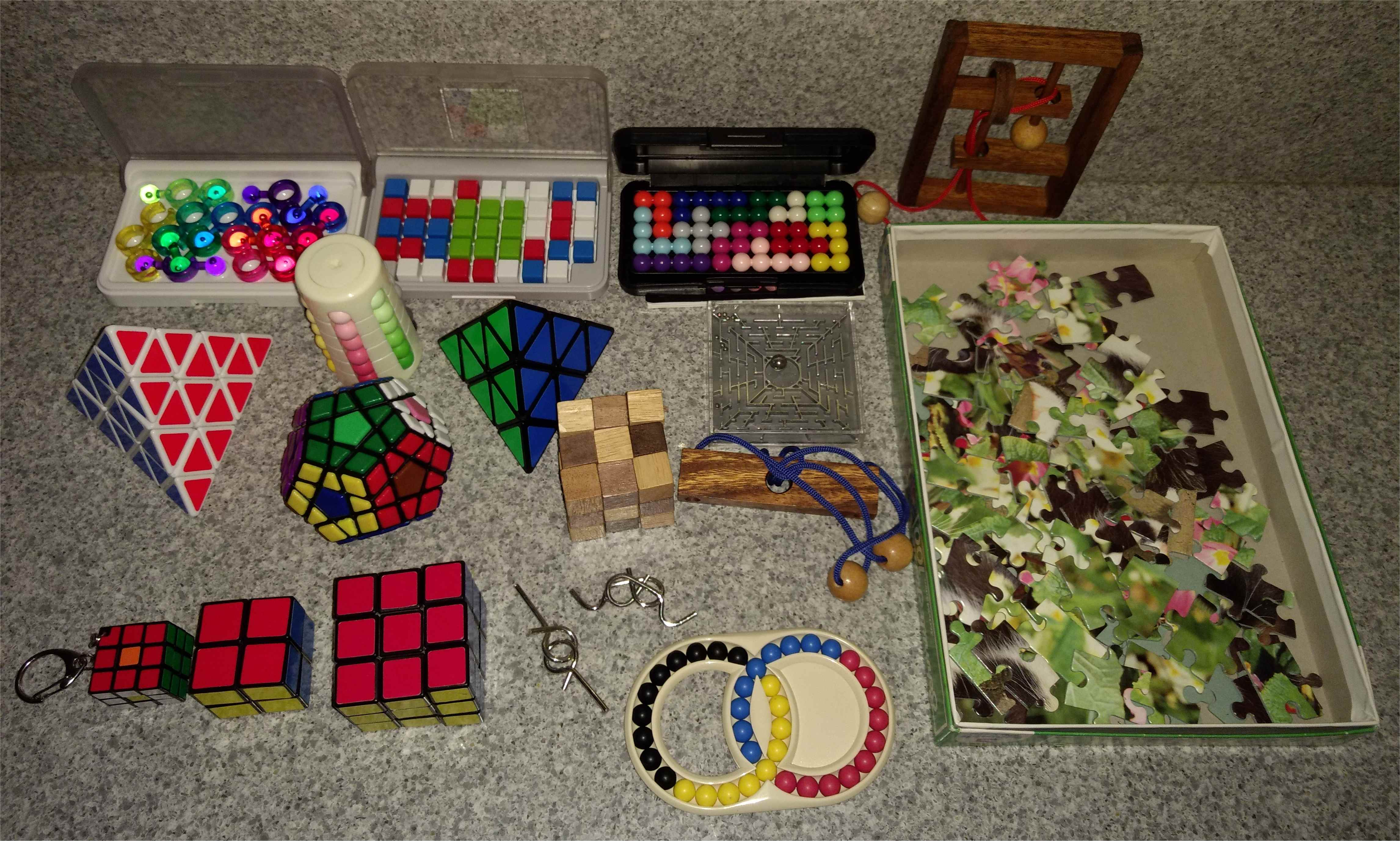
تصویری از چند پازل از چند نوع مختلف

پازِل (انگلیسی: Puzzle) یک بازی، مشکل یا اسباب بازی است که نبوغ یا دانش یک شخص را به چالش می‌کشد و آن را تست می‌کند. در یک پازل، شخص باید قطعات یا اطلاعات پازل را به شکل منطقی در کنار هم قرار دهد تا به راه حل صحیح و سرگرم‌کننده پازل دست پیدا کند.
بازی‌های متفاوتی در جهان به عنوان پازل شناخته می‌شوند که بعضی از آن‌ها برای بازکردن یا سرهم کردن تعدادی قطعه، جعبه، قفل یا امثال آن است ولی در زبان فارسی «پازل» به صورت کلی، به جورچین یا Jigsaw Puzzle گفته می‌شود که در آن با کنارهم قراردادن قطعات با اشکال، زوایا و گوشه‌های خاص به تصویری واحد یا حجمی یکپارچه می‌توان رسید.
ژانرهای متفاوتی از پازل‌ها وجود دارند مانند پازل اعداد، پازل واژه‌ها، پازل روابط و پازل منطقی. بازی‌های پاسور مثل حکم و شلم که در ایران بسیار محبوب هستند معمولاً در دسته‌بندی پازل‌ها قرار نمی‌گیرند.

## جنس پازل‌ها از چیست؟
امروزه تولیدکنندگان پازل تصاویر را روی مقوا و کاغذ مخصوص این کار چاپ می‌کنند تا سریعتر و ساده‌تر و ارزانتر بتوانند آن را تولید کنند. برخی تولیدکنندگان علاوه بر مقوای پازل، از چوب برای کالای لوکس و از مواد پلاستیکی برای کالای ارزان و تبلیغاتی هم استفاده می‌کنند. تصاویرِ پازل‌ها می‌تواند مناظر طبیعی، ساختمان‌ها، حیات وحش یا هر چیزی باشد. امروزه کپیِ تابلوهای معروف جهان مانند مونالیزا، ونوس و …. که بر روی پازل‌ها چاپ می‌شوند طرفداران بسیاری دارد.

## پازل‌ها چند تکه هستند؟
پازل‌ها معمولاً به صورت ۵۰۰ تکه ۱۰۰۰ تکه ۲۰۰۰ تکه و حتی بیشتر تولید می‌شوند که ۱۰۰۰ تکهٔ آنها معمول‌تر است و بیشتر مورد استقبال است. با این حال بزرگ‌ترین پازل ساخته شده تا چند سالِ پیش به تعداد ۲۴ هزار تکه می‌باشد که ابعاد آن در نهایت به ۴۲۸X۱۵۷ Cm می‌رسد و ساخت شرکت Educa اسپانیا بود.
- پازل‌های بزرگتر در سایزهای ۴۰۳۲۰ از شرکت رونزبرگر آلمان و ۴۲۰۰۰ تکه از شرکت ادوکای اسپانیا هم ساخته شده‌اند. این پازل‌ها به صورت یکپارچه هستند.
- شرکت کداک اسپانسر پازل ۵۱۳۰۰ تکه شد که شامل ۲۷ تصویر جداگانه است که در نهایت به یکدیگر متصل شده و پازل یکپارچه شامل ۲۷ تصویر را نشان می‌دهد.
- پازل ۵۲۱۱۰ تکه کلاژ حیوانات از شرکت MartinPuzzle سال ۲۰۱۸ عرضه شد.
- پازل سفر در دنیای هنر از شرکت گرافیکا Grafika سال ۲۰۲۰ عرضه شد.
- سال ۲۰۲۲ پازل ۶۰۰۰۰ تکه «جهان زیبا» Dowdle[۱] شامل ۶۰ پازل هزار تکه است که در نهایت به هم متصل می‌شوند و طرحی از نقشه جهان را ایجاد می‌کند.

| تعداد قطعات | نام پازل                                                | سازنده          | سال تولید | ابعاد[cm] | مساحت[m2] |
| ----------- | ------------------------------------------------------- | --------------- | --------- | --------- | --------- |
| ۶۰٬۰۰۰      | What A Wonderful World جهان شگفت‌انگیز                   | Dowdle Folk Art | ۲۰۲۲      | ۸۸۳ × ۲۴۳ | ۲۱٫۴۶     |
| ۵۴٬۰۰۰      | Travel around Art سفر در دنیای هنر                      | Grafika         | ۲۰۲۰      | ۸۶۴ × ۲۰۴ | ۱۷٫۶۳     |
| ۵۲٬۱۱۰      | (No title: collage of animals) کلاژ حیوانات             | MartinPuzzle    | ۲۰۱۸      | ۶۹۶ × ۲۰۲ | ۱۴٫۰۶     |
| ۵۱٬۳۰۰      | 27 Wonders from Around the World ۲۷ شگفتی از سراسر جهان | Kodak           | ۲۰۱۹      | ۸۶۹ × ۱۹۱ | ۱۶٫۶۰     |
| ۴۸٬۰۰۰      | Around the World دور دنیا                               | Grafika         | ۲۰۱۷      | ۷۶۸ × ۲۰۴ | ۱۵٫۶۷     |
| ۴۲٬۰۰۰      | Around the world دور دنیا                               | Educa Borras    | ۲۰۱۷      | ۷۴۹ × ۱۵۷ | ۱۱٫۷۶     |
| ۴۰٬۳۲۰      | Making Mickey's Magic جادوی میکی                        | Ravensburger    | ۲۰۱۸      | ۶۸۰ × ۱۹۲ | ۱۳٫۰۶     |
| ۴۰٬۳۲۰      | Memorable Disney Moments لحظات خاطره‌انگیز دیزنی         | Ravensburger    | ۲۰۱۶      | ۶۸۰ × ۱۹۲ | ۱۳٫۰۶     |
| ۳۳٬۶۰۰      | Wild Life حیات وحش                                      | Educa Borras    | ۲۰۱۴      | ۵۷۰ × ۱۵۷ | ۸٫۹۵      |
| ۳۲٬۰۰۰      | New York City Window پنجرهٔ نیویورک                      | Ravensburger    | ۲۰۱۴      | ۵۴۴ × ۱۹۲ | ۱۰٫۴۵     |
| ۳۲٬۰۰۰      | Double Retrospect نگاهی به گذشتهٔ دوتایی                 | Ravensburger    | ۲۰۱۰      | ۵۴۴ × ۱۹۲ | ۱۰٫۴۵     |
| ۲۴٬۰۰۰      | Life, The greatest puzzle حیات                          | Educa Borras    | ۲۰۰۷      | ۴۲۸ × ۱۵۷ | ۶٫۷۲      |

## نگارخانه

نماد ویکی پدیا ساخته شده از چندین تکه پازل